# جول لاشوليي
جول إسبريت نيكولاس لاشوليي هو فيلسوف فرنسي، ولد في 27 مايو 1832 في فونتينبلو، وتوفي في 26 يناير 1918 في نفس المدينة. درّس المنطق والميتافيزيقيا بالمدرسة العليا للأساتذة بباريس.

## مؤلفاته
- «في أسس الاستقراء» (1871).
- «السيكولوجيا والميتافيزيقيا» (1885).
- «مقال عن المعطيات المباشرة للوعي » (1889)
- «الميتافيزيقيا» (1911)